# 北村可大
北村 可大（きたむら よしふと、1896年（明治29年）3月3日 - 1988年（昭和63年）12月31日）は、大日本帝国陸軍軍人。最終階級は陸軍少将。功四級。

## 経歴
1896年（明治29年）に熊本県で生まれた。陸軍士官学校第31期、陸軍大学校第38期卒業。1940年（昭和15年）3月に陸軍歩兵大佐に進級し、1941年（昭和16年）11月に第16軍後方課長（南方軍）に就任し、フィリピン攻略戦に出征。1942年（昭和17年）4月に船舶参謀に転じ、1943年（昭和18年）6月に陸軍船舶練習部研究部主事に就任した。
1944年（昭和19年）3月1日に陸軍少将に進級し、4月7日に第13船舶団長に着任。同年11月11日に第3船舶輸送司令部附、12月16日に船舶司令部附を経て、1945年（昭和20年）3月16日に船舶兵器部長兼陸軍運輸部附に就任した。
1947年（昭和22年）11月28日、公職追放仮指定を受けた。